# Кадыров, Нурислам Зиганшевич
Нурислам Зиганшевич Кадыров (тат. Кадыйров; 1926—1993) — советский работник сельского хозяйства, председатель колхоза, Герой Социалистического Труда.

## Биография
Родился в 1926 году в селе Бюрганы Буинского района Татарской АССР в крестьянской семье. С детства помогал взрослым на полях и фермах.
Участник Великой Отечественной войны. В ноябре 1943 года был призван в Красную Армию, призван Буинским райвоенкоматом. В запасном полку освоил военную специальность понтонера. С июля 1944 года воевал на 2-м Белорусском фронте в составе 112-го отдельного моторизированного понтонно-мостового батальона. За отличие при форсировании реки Висла награждён медалью «За боевые заслуги».  
Из наградного листа:

..В трудных условиях весенней распутицы, батальон выполнял задачу по обеспечению наших войск переправой через р. Висла в районе Курцебрак. Особенно отличился рядовой Кадыров Н.З. на строительстве 4-х пристаней на левом берегу р. Висла и оборудовании подъездов к ним.
Увязая в грязи, под непрерывным дождем не зная отдыха, рядовой Кадыров отдавал все силы и энергию для выполнения задачи. Индивидуальное задание, доведенное до него перевыполнялось в несколько раз.
В течение 10 дней напряженно трудился рядовой Кадыров, обеспечивая курсировавшие паромы с танками и артиллерией надежными пристанями и хорошо оборудованными подъездами.
Рядовой Кадыров Н.З. достоин правительственной награды медалью За Отвагу”.
— {{наградной лист}}
После войны вернулся в родное село, где односельчане избрали его председателем сельсовета. Затем за трудолюбие и инициативность его назначили заместителем уполномоченного по заготовкам в Будённовском районе. В 1952 году, окончив курсы, Нурислам Кадыров стал районным уполномоченным по заготовкам.
Как члена партии и тридцатитысячника, Кадырова в 1955 году назначили руководителем отстающего колхоза (сельхозартели) им. Ленина, и он поднял это хозяйство — уже за два года работы нового председателя денежные доходы колхоза удвоились. В 1958 году с сельхозартелью им. Ленина объединился колхоз им. Чапаева, а через год — колхоз им. Мичурина, а потом к ним присоединился колхоз «Авангард». Вновь созданный колхоз назвали «Гигант», а главной его усадьбой стало родное село Нурислама Зиганшевича — Бюрганы. Вскоре это хозяйство стало одним из самых мощных в Буинском районе. Так, если в 1953 году средняя урожайность зерновых по колхозу составила 8 центнеров с гектара, то в 1957 году здесь собрали 11,5 центнеров с каждого гектара, а денежные доходы колхоза удвоились. При Н. З. Кадырове была выработана стратегическая линия на специализацию хозяйства и закладывалась научно обоснованная структура хозяйства, при нём колхоз стал филиалом НИИ СХ Татарской АССР.
Указом Президиума Верховного Совета СССР от 7 декабря 1973 года за большие успехи, достигнутые во Всесоюзном социалистическом соревновании, и проявленную трудовую доблесть в выполнении принятых обязательств по увеличению производства и продажи государству зерна и других продуктов земледелия в 1973 году Кадырову Нурисламу Зиганшовичу присвоить звание Героя Социалистического Труда с вручением ордена Ленина и золотой медали «Серп и Молот».
Успешно руководил колхозом больше 20 лет. В 1978-1979 годах - директор совхоза «Кураловский» Верхнеуслонского района Татарской АССР.
Избирался депутатом Верховного Совета СССР 7-го созыва (1966-1970) и депутатом районного совета, был членом обкома партии, райкома КПСС.
В 1980-1993 годах руководил Бюрганской пекарней хлебокомбината. 
Жил в селе Бюрганы. Скончался 5 декабря 1993 года.

## Награды
- Также был награждён ещё двумя орденами Ленина[3] и медалями.
- Золотая медаль «Серп и Молот» (07.12.1973)[1];
- Орден Ленина (23.06.1966)
- Орден Ленина (08.04.1971)
- Орден Ленина (07.12.1973)
- Орден Отечественной войны II степени (11.03.1985)[4]
- Медаль «За боевые заслуги» (11.04.1945)[5][6]
- Медаль «За трудовое отличие»
- Медаль «В ознаменование 100-летия со дня рождения Владимира Ильича Ленина» (6.4.1970)
- Медаль «За победу над Германией в Великой Отечественной войне 1941—1945 гг.»
- Медаль «Двадцать лет Победы в Великой Отечественной войне 1941—1945 гг.»
- Юбилейная медаль «Тридцать лет Победы в Великой Отечественной войне 1941—1945 гг.»[7]
- Медаль «Сорок лет Победы в Великой Отечественной войне 1941-1945 гг.»[8]
- Медаль «Ветеран труда»
- Медаль «30 лет Советской Армии и Флота»[9].
- Юбилейная медаль «40 лет Вооружённых Сил СССР»[10]
- Юбилейная медаль «50 лет Вооружённых Сил СССР» (26.12.1967[11])
- Юбилейная медаль «60 лет Вооружённых Сил СССР» (28.01.1978[12])
- Юбилейная медаль «70 лет Вооружённых Сил СССР» (28.01.1978[12])
- и другими